# 廣田昌義
廣田 昌義（ひろた まさよし、1938年 - 2024年1月18日）は、日本のフランス文学者。京都大学名誉教授。17世紀の文学・哲学が専門。

## 人物・来歴
東京生まれ。東京大学文学部仏文科卒、同大学院中退、一橋大学講師、助教授、1980年京都大学文学部仏文科助教授、1984年教授。2001年定年退官、名誉教授。
2024年1月18日に名古屋市の自宅で死去。85歳没。

## 翻訳
- J.ブザンソン編『壁は語る 学生はこう考える』竹内書店、1969年
- アンリ・ルフェーヴル『言語と社会』せりか書房、1971年
- ポール・フルキエ『哲学講義4 行動2』（支倉崇晴共訳）筑摩書房、1977年 のち、ちくま学芸文庫
- E.モロ＝シール『パスカルの形而上学』人文書院、1981年
- クレマン・モワザン『文学史再考』白水社（文庫クセジュ）、1996年
- 『モリエール全集』全10巻、秋山伸子共編、臨川書店、2000-2003年
- アントワーヌ・コンパニョン『寝るまえ5分のパスカル』（北原ルミ共訳）白水社、2021年

## 参考
- 『言語と社会』訳者紹介
- 『京大文学部の100年』